# (100867) 1998 HC61
(100867) 1998 HC61 es un asteroide perteneciente al cinturón de asteroides, región del sistema solar que se encuentra entre las órbitas de Marte y Júpiter, descubierto el 21 de abril de 1998 por el equipo del Lincoln Near-Earth Asteroid Research desde el Laboratorio Lincoln, Socorro, Nuevo México, Estados Unidos.

## Designación y nombre
Designado provisionalmente como 1998 HC61. 

## Características orbitales
1998 HC61 está situado a una distancia media del Sol de 2,280 ua, pudiendo alejarse hasta 2,749 ua y acercarse hasta 1,811 ua. Su excentricidad es 0,205 y la inclinación orbital 3,213 grados. Emplea 1257,67 días en completar una órbita alrededor del Sol.

## Características físicas
La magnitud absoluta de 1998 HC61 es 16,7. 